# 广东鲂
广东鲂（学名：MMegalobrama hoffmanni）俗名花鱼边、海鱼边、大眼鱼边，鲤科鲂属的一种淡水鱼，广泛分布于中国华南地区珠江水系和海南岛水系中，是一种重要的经济鱼类。广东鲂体高而侧扁，呈长菱形。头小，眼大，无须。侧线平直。生活在水体中下层，杂食。常见体重约1千克。